# Конный переулок (Санкт-Петербург)
Ко́нный переу́лок — переулок в Петроградском районе Санкт-Петербурга. Проходит от Кронверкского проспекта до Малой Посадской и Мичуринской улиц.

## История
С 1798 по 1817 годы существовало название Большая Конная улица, позже — Конная улица, по находившемуся поблизости Конному питейному дому, который, в свою очередь, получил название по находившейся там площадке, принадлежавшей Сытному рынку, на которой торговали лошадьми.
Современное название Конный переулок известно с 1828 года (иногда 2-й Конный переулок).

## Достопримечательности
- На углу Конного переулка и Кронверкского проспекта (по адресу: Кронверкский проспект, дом № 7) находится Санкт-Петербургская соборная мечеть  памятник архитектуры (региональный). Построена в 1909—1920 годах на средства эмира Бухарского Сеид-Абдул-Ахат-хана, татарских предпринимателей и др. по проекту Н. В. Васильева при участии С. С. Кричинского и А. И. фон Гогена.

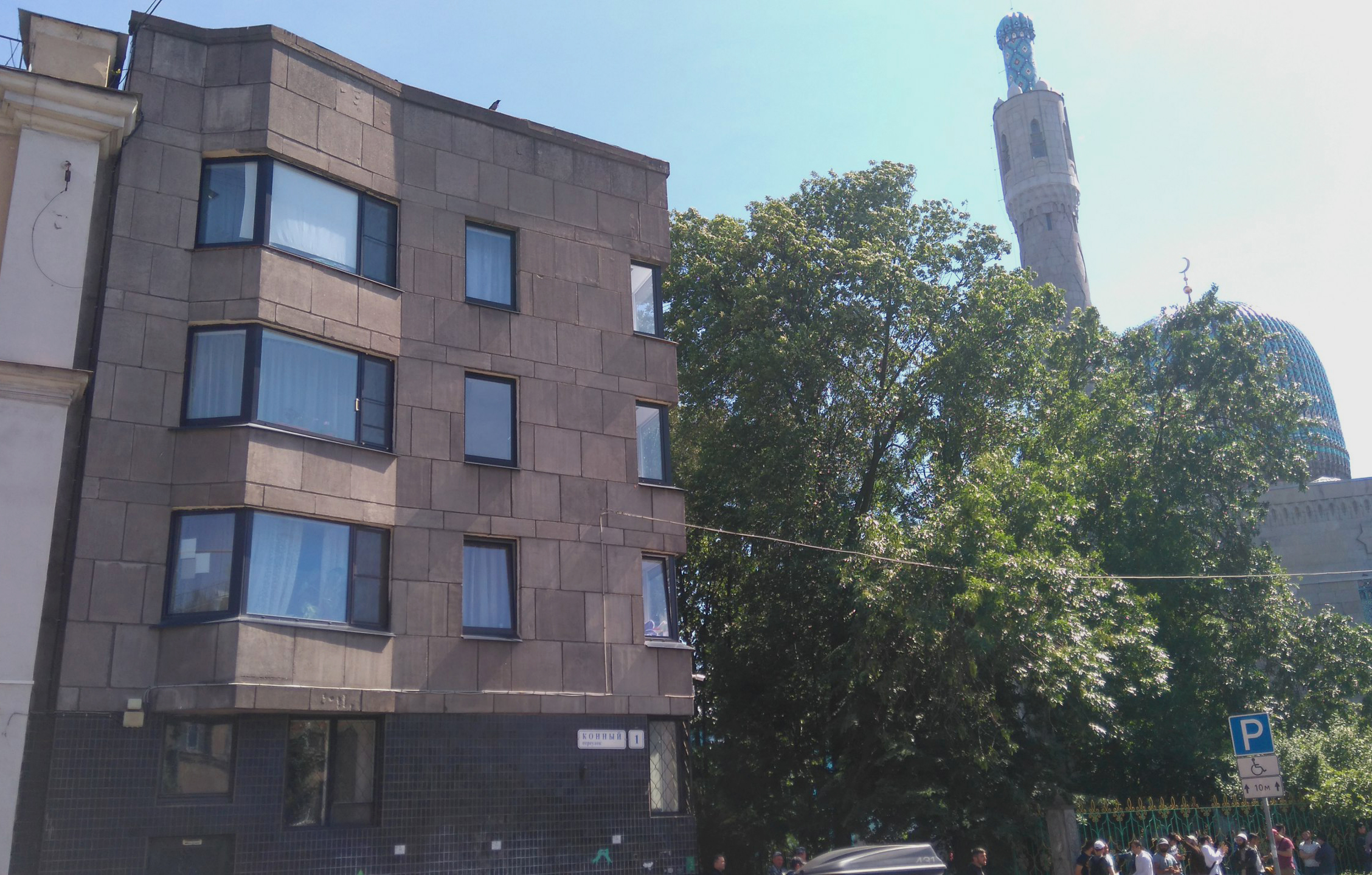
Жилой дом кооператива «Моряк»

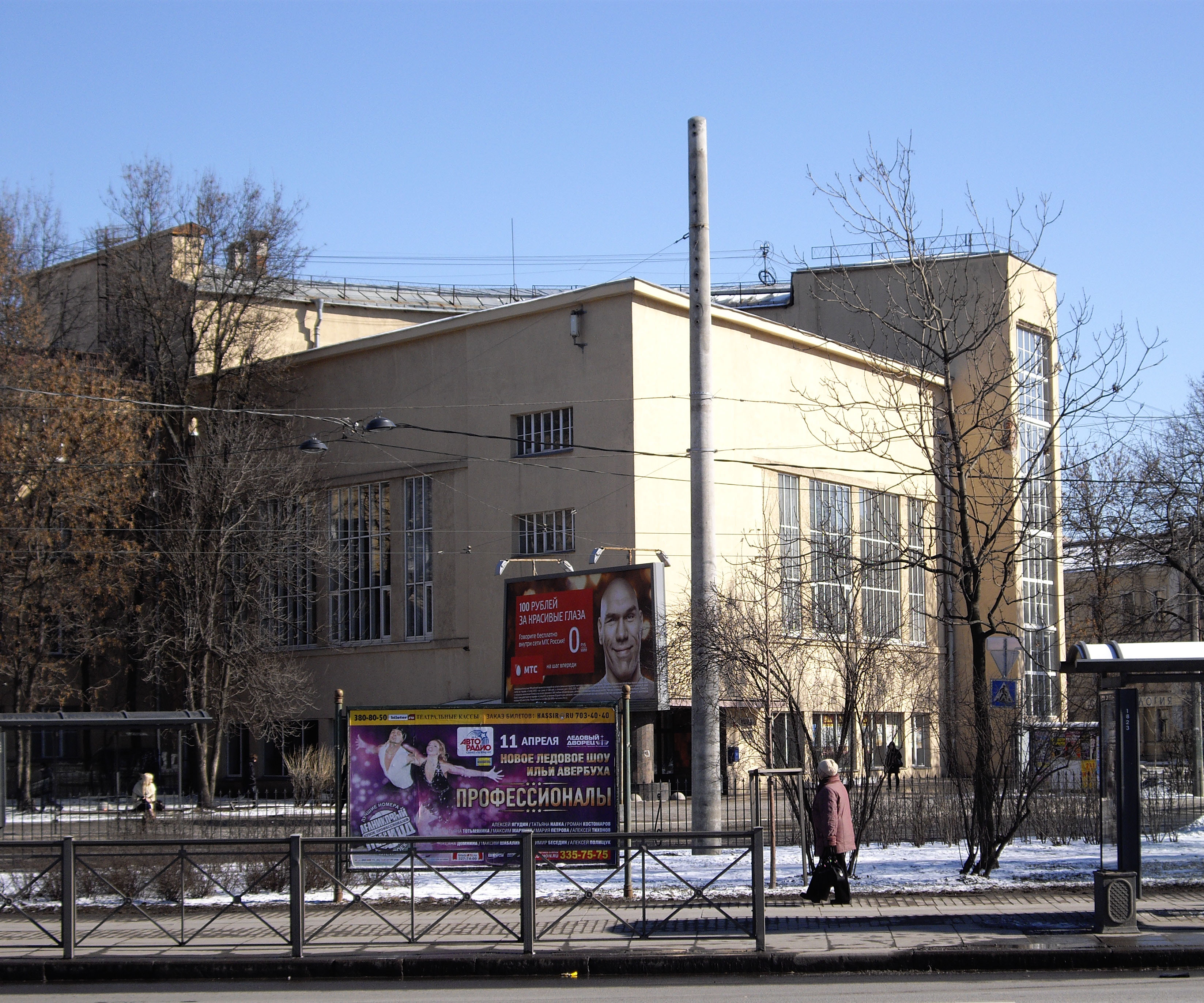
Бывший Институт сигнализации и связи (Кронверкский проспект, 9)

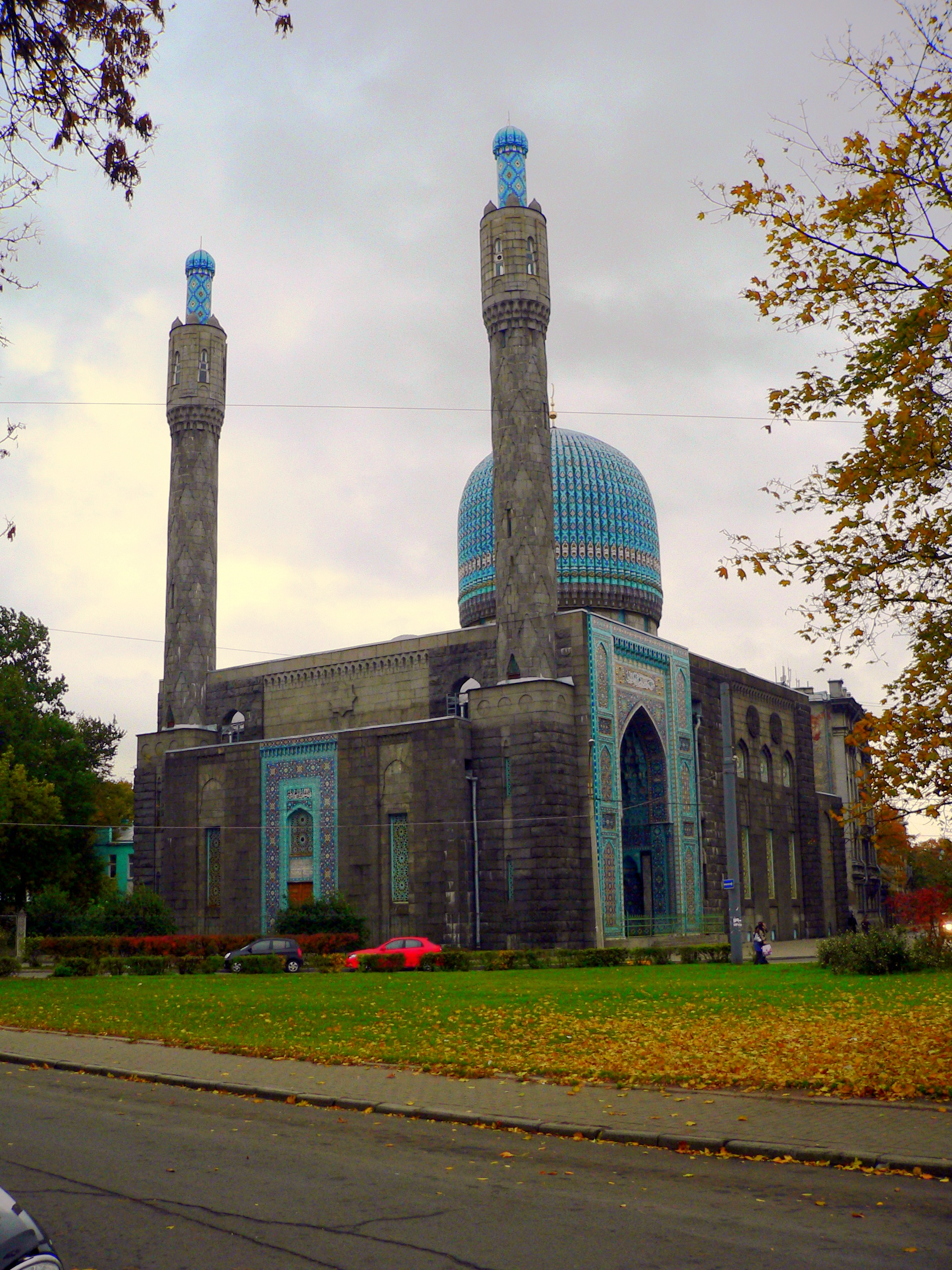
Вид от Конного переулка на Санкт-Петербургскую соборную мечеть

- Дом 1 — жилой дом кооператива «Моряк», 1964 год, архитекторы Н. Н. Надёжин и В. М. Фромзель[4].
- Дом 2 / Кронверкский проспект, 9 / Крестьянский переулок, 1  памятник архитектуры (вновь выявленный объект)[5] — бывшее здание Института сигнализации и связи, впоследствии факультета Академии железнодорожного транспорта имени т. Сталина, с 1950-х годов, после внутренней перестройки и расширения, используется как студенческое общежитие Строительного факультета ЛИИЖТ (ныне ПГУПС)[6] — памятник конструктивизма (1932, арх. Г. А. Симонов и П. В. Абросимов). В плане образует силуэт серпа и молота. До Октябрьской революции этот участок и соседние с ним принадлежали частным владельцам. С 1909 года на этом месте стоял деревянный «Новый цирк», переименованный в 1911 году в цирк «Модерн». В нём в 1917—1918 годах проходили многолюдные митинги, на одном из которых в июне 1917 года выступал В. И. Ленин. По соседству с цирком находились кинотеатр «Колизей» (1908, арх. Я. Г. Гевирц) и площадка для катания на роликовых коньках. Эти постройки не сохранились. Цирк сгорел в 1919 году. Ныне к существующему зданию общежития примыкает здание спортивного комплекса ПГУПС (Кронверкский пр., дом 9б, 1980—1986, арх. С. И. Трофименков и др.), выходящее фасадами на Конный переулок и Малую Посадскую улицу.